# پکارد دی‌آر-۹۸۰
پکارد دی‌آر-۹۸۰ (به انگلیسی: Packard DR-980) یک موتور هواگرد ساختِ کارخانهٔ پکارد در کشور ایالات متحده آمریکا است . 